# Изенберг, Карл Вильгельм
Карл Вильгельм Изенберг (нем. Carl Wilhelm Isenberg, также Чарльз Уильям Изенберг, англ. Charles William Isenberg; 5 сентября 1806, Бармен, ныне в составе Вупперталя — 10 октября 1864, Корнталь) — немецкий евангелический миссионер и исследователь языков Эфиопии.
Первоначально освоил ремесло жестянщика. В 1824 г. поступил в семинарию в Базеле, по окончании которой преподавал там же древнегреческий язык. В 1830 г. перебрался в миссионерский центр в Лондоне, где изучал арабский и эфиопский языки, там же был рукоположён в священники. С 1834 г. вёл миссионерскую деятельность на территории нынешней Эфиопии. В 1838 году по требованию священников местной православной церкви, обвинивших Изенберга в оскорблении их обрядов и обычаев, был выслан из страны, однако в следующем году вернулся и провёл ещё несколько месяцев в другом регионе Абиссинии.
Вернувшись в Лондон, в 1840—1841 гг. опубликовал словари амхарского языка, афарского языка и языка оромо, принадлежавшие к числу первых лексикографических трудов по этим языкам, а также грамматику амхарского языка, переводы на этот язык молитвенника и катехизиса и небольшие учебные пособия по географии и всемирной истории на амхарском. Все эти труды распространялись среди последующих миссионеров, отправлявшихся в Абиссинию. В конце 1842 года Изенберг вновь предпринял миссионерскую поездку в Абиссинию, однако уже в июне 1843 года был снова выслан из страны, а миссионерская деятельность, управляемая из Лондона, была запрещена местными властями. Отчёт о своей работе в этом регионе Изенберг опубликовал в 1844 году в Бонне под названием «Абиссиния и евангельская миссия» (нем. Abessinien und die evangelische Mission). Посмертно были опубликованы несколько псалмов, переведённых Изенбергом на язык тигринья, — первые библейские переводы на этот язык.
C 1844 г. и почти до самого конца жизни Изенберг продолжал миссионерскую работу, но уже в Индии, преимущественно в Бомбее.